# La rueda del diablo
La Rueda del Diablo es el cuarto álbum de estudio de la banda mexicana La Gusana Ciega, lanzada al mercado en septiembre de 2006.
Después del exitoso regreso del grupo a los escenarios en 2005, decidieron volver a trabajar también dentro de un estudio de grabación. Volaron a la ciudad de Los Ángeles en abril de 2006 para trabajar en lo que sería su primer trabajo en cuatro años aproximadamente. Plasmaron en él el ahora ya característico sonido de la banda, que los ha logrado convertir en uno de los iconos del rock mexicano de nuestros tiempos.
Se lanzaron dos versiones de este disco, una regular en jewel case y otra edición especial en digipack. Esta última contiene cartas de tarot con ilustraciones alusivas a cada una de las canciones que componen el álbum.

## Lista de canciones
1. Fortunae - 0:32
2. El tragasables - 3:51
3. Me puedes - 3:00
4. Ángeles educados - 3:57
5. Espacio sideral - 3:48
6. La cura - 3:37
7. Hoy me voy - 4:19
8. Almuerzo al desnudo - 3:44
9. Fantástica electoral - 3:48
10. Estrella de mar - 2:55
11. La rueda del diablo - 4:05

## Producción y créditos
- Productor: Benny Faccone.
- Mezcla: Benny Faccone.
- Masterizado: Chris Bellman en Bernie Grundman Mastering.
- Productor Ejecutivo: Simón Medina.
- Producción de voces: Carlos Murguía.
- Asistentes de grabación: John Silas Cranfield, Héctor Crisantes, Rob Calhoun, Luis Ernesto Martínez.
- Grabaciones extra y postproducción: Fancy Land, Piedra Dura, Naranjada Records y Estudios Watagushu.
- Diseño gráfico: Michael Dittner.

## Sencillos
- Me Puedes
- Ángeles Educados
- La Cura

- Datos: Q5968032